# 小嘴貝綱
小嘴貝綱（學名：Rhynchonellata）是腕足动物门小嘴貝型亞門下的一綱，於早寒武紀出現，且至今仍有現生種存在。

## 概述
小嘴貝綱物種在舊的分類系統中，被歸類為有鉸綱的小嘴貝形亞綱。小嘴貝綱物種肉莖發達，外殼有闊有窄，大多數皆有兩面凸出的外殼。

## 分類
以下為小嘴貝綱包含的目：
- †原正形貝目（Protorthida，早寒武紀 - 晚泥盆紀）
- †正形贝目（Orthida，早寒武紀 - 晚二疊紀）
- †五房贝目（Pentamerida，中寒武紀 - 晚泥盆紀）
- †无洞贝目（Atrypida，早奧陶紀 - 晚泥盆紀）
- 小嘴贝目（Rhynchonellida，早奧陶紀 - 現代）
- †石燕贝目（Spiriferida，晚奧陶紀 - 晚二疊紀）
- †無窗貝目（Athyridida，晚奧陶紀 - 早侏羅紀）
- †準石燕貝目（Spiriferinida，早泥盆紀 - 早侏羅紀）
- 穿孔贝目（Terebratulida，早泥盆紀 - 現代）
- 鞘殼貝目（Thecideida，晚三疊紀 - 現代）

在1952年及1965年的分類中，無洞貝目、無窗貝目、石燕貝目、準石燕貝目這四個目本來被歸類成為較大的石燕貝目以下的四個亞目，因為這些物種皆having coiled spiralia for lophophore support，而其他目的腕足成圈。

## 延伸閱讀
- Moore, R.C.; Lalicker, C.G., and Fischer, A.G. . McGraw-Hill College. June 1952. ISBN 0-07-043020-9.